# Илансай
Иланса́й (узб. Ilonsoy/Илонсой) — горная река (сай) в Самаркандском районе Самаркандской области. Ранее впадала в канал Даргом (бассейн реки Зеравшан), сейчас не доходит до него. В долине реки расположен археологический памятник значительной ценности — Наскальные изображения Илансая.
Длина реки составляет 24 км. Илансай, питается, в основном, дождевыми и родниковыми водами. В весенние месяцы водоток полноводен, в летний период низовья, как правило, пересыхают.
Илансай берёт начало на северном склоне Каратепинских гор, западного ответвления Зеравшанского хребта, близ горной вершины Кемкутан собирая воды около 40 водотоков. На всём протяжении река пролегает в северо-восточном направлении. На горном участке течения по берегам реки имеются скальные выходы, развалины строений, кошары.
В нижнем течении проходит в овраге, по правому берегу реки здесь располагается гравийный карьер. Далее, приблизительно до населённого пункта Янгиарык, представляет собой сухое русло.
Илансай впадал в крупный самаркандский канал Даргом, однако в настоящее время не доходит до него даже в качестве сухого русла.
Воды Илансая используются на орошение посевов.